# Општина Жорашти (Галац)
Жорашти (рум. Jorăşti) општина је у Румунији у округу Галац.
Oпштина се налази на надморској висини од 99 m.